# Seseglio
Seseglio è una frazione del comune svizzero di Chiasso, nel Canton Ticino (distretto di Mendrisio).

## Geografia fisica
La località è situata sul versante orientale del Monte Penz, confinante a ovest, a sud e a est con l'Italia e costeggiato dal torrente Faloppia. Un sentiero collega il Parco del Penz al Parco Spina Verde di Como.

## Storia
Già frazione di Pedrinate, nel 1976 è stato con questo accorpato al comune di Chiasso.

## Monumenti e luoghi d'interesse

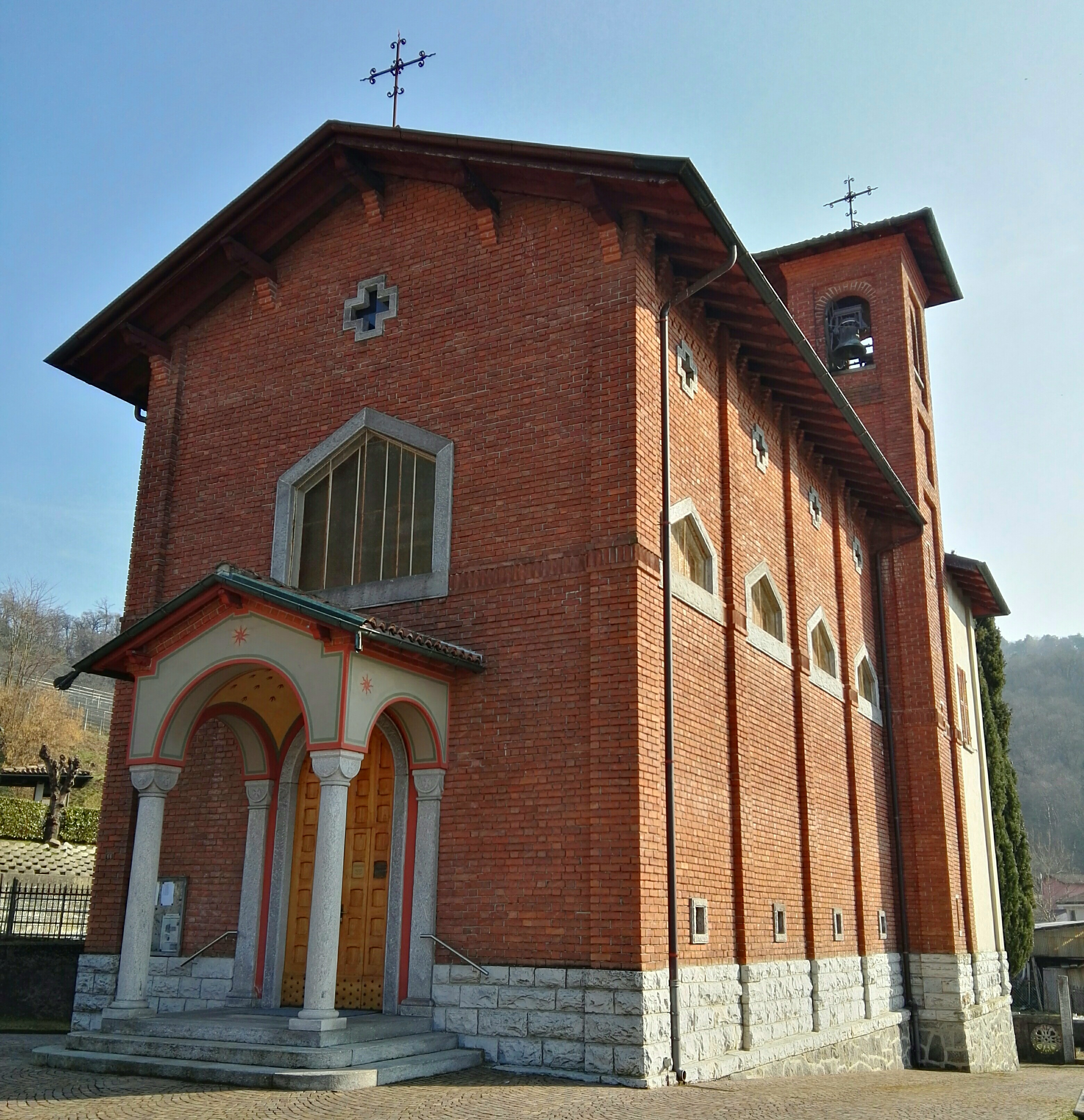
La chiesa di Santa Teresa

La chiesa di Santa Teresa del Bambino Gesù, eretta tra il 1930 e il 1931, fu costruita allo scopo di evitare agli anziani di Seseglio di dover percorrere la lunga strada in salita fino a Pedrinate per poter partecipare alla messa.
La chiesa fu inaugurata l'8 maggio 1932, in occasione della ricorrenza della prima comunione della santa titolare della chiesa.
All'interno, gli affreschi della volta furono realizzati tra l'ottobre e il novembre 1931, mentre l'esecuzione dei dipinti absidali sono del 1951.
Nel 1985 si procedette a una sostituzione dell'altare e a un riarrangiamento della zona dell'abside.
Attualmente, la chiesa di Seseglio è l'unico edificio religioso del mendrisiotto il cui mantenimento è ancora governato dai princìpi della fabbriceria.

## Economia
Nei pressi di Seseglio è presente una dogana turistica con l'Italia, chiamata "Dogana Ponte Faloppia", "Crociale dei Mulini" o, più semplicemente, "Valico dei Mulini".

## Sport
Dal 1925 Seseglio ospita il Tennis Club di Chiasso, dove si trovano anche campi da calcio e un parco giochi.